# Thorleif Christoffersen
Thorleif Asbjørn Christoffersen (Fredrikstad, 29 de setembro de 1900 — Stokke, 25 de agosto de 1971) foi um velejador norueguês, campeão olímpico. Ele competiu nos Jogos Olímpicos de Verão de 1920 na classe 8 Metre e conquistou a medalha de ouro na disputa realizada segundo as regras de 1919 a bordo do Sildra com Magnus Konow, Reidar Marthiniussen e Ragnar Vik.